# 马营河 (黑河)
马营河，位于中华人民共和国甘肃省西北部河西走廊地区的一条河流，属于黑河水系，发源于肃南裕固族自治县祁丰藏族乡黄草坝村境内的香台子西岔的大湖塘，蜿蜒向东北流，于高台县新坝镇红沙河村西南出山口，之后作为高台县与酒泉市肃州区之间的界河向北流，经肃州区清水镇马营村和沙山村后消失于戈壁荒漠中。马营河在肃南县境内长41千米，出山口以上集水面积619平方千米，年均径流量0.89亿立方米。